# جليل أباد (توجردي)
جلیل أباد (بالفارسية: جلیل‌آباد) هي قرية تقع في إيران في قسم توجردي الريفي.